# Aspalathus condensata
Aspalathus condensata är en ärtväxtart som beskrevs av Rolf Martin Theodor Dahlgren. Aspalathus condensata ingår i släktet Aspalathus och familjen ärtväxter. Inga underarter finns listade i Catalogue of Life.